# フート (DD-511)
フート (USS Foote, DD-511) は、アメリカ海軍の駆逐艦。フレッチャー級駆逐艦の一隻。艦名は南北戦争時代のアメリカ海軍提督アンドリュー・H・フートに因む。その名を持つ艦としては3隻目。

## 艦歴
「フート」はメイン州バスのバス鉄工所で建造され、1942年10月11日にアンドリュー・H・フート提督の孫娘にあたるJ・C・アスピンウォール夫人によって命名・進水した。1942年12月22日に艦長バーナード・L・オースティン司令官の指揮下で就役した。
太平洋戦争中の1943年11月1～2日に行われたブーゲンビル島沖海戦において日本海軍との戦闘で艦尾に魚雷の命中を受け大破する。11月4日よりソロモン諸島のパーヴィス湾に停留した。
翌1944年3月に「フート」はカリフォルニア州サンペドロに帰投し、修理および近代化改修を受けた。8月から10月末まで駆逐艦乗組員の訓練船として活動後、11月には作戦復帰のため、レイテ島方面へ移動した。12月19日にはミンドロ島へ向かう船団の護衛任務に就き、日本軍機の特攻を受けた。「フート」は攻撃を受けた戦車揚陸艦（LST）の生存者を救出した。12月末頃にレイテに戻り、翌年1月にはリンガエン湾上陸作戦に参加し、陸地への砲撃や対空戦を行った。作戦後は船団の護衛やリンガエン湾周辺での哨戒活動を行った。5月には沖縄方面への侵攻に参加し6月3日～6日にかけての伊平屋島への上陸、6月9日の粟国島への上陸を支援した。その後、9月にアメリカ本土に帰投するまで沖縄周辺での哨戒活動に就いた。
「フート」は1945年10月17日にニューヨーク港に帰投し、翌1946年4月18日に退役した。1972年10月1日に除籍となり、1974年1月2日にスクラップとして売却された。